# Filozofia japońska
Filozofia japońska – filozofia uprawiana w Japonii, pozostająca pod silnym wpływem filozofii chińskiej i wywierająca w pewnych okresach (zwł. w XIX–XX wieku) wpływ odwrotny – a także filozofii koreańskiej. W XIX-XX wieku ulegała wpływom idealistycznej filozofii niemieckiej, którą próbowała łączyć z buddyzmem.

## Buddyzm
- Shōtoku Taishi zw. Umayado (574-622)
- Kūkai zw. Kōbō Daishi (774-835)
- Genshin zw. Eshin Sōzu (942-1017)
- Hōnen zw. Genkū (1133-1212)
- Jien zw. Jichin (1155-1225)
- Myōe zw. Kōben (1173-1232)
- Shinran (1173-1263)
- Dōgen (1200-1253)
- Nichiren (1222-1282)
- Ippen zw. Chishin (1239-1289)
- Suzuki Shōsan (1579-1655)
- Daisetz Teitaro Suzuki (1870-1966)

## Konfucjanizm
- Fujiwara Seika (1561-1619)
- Hayashi Razan (1583-1657)
- Nakae Tōju (1608-1648)
- Yamazaki Ansai (1618-1682)
- Yamaga Sokō (1622-1685)
- Itō Jinsai (1627-1705)
- Kaibara Ekken (1630-1713)
- Ogyū Sorai (1666-1728)

## Shintō
- Kitabatake Chikafusa (1293-1354)
- Yamazaki Ansai (1618-1682) – łączył neokonfucjanizm z shintō
- Yamaga Sokō (1622-1685)
- Motoori Norinaga (1730-1801)
- Hirata Atsutane (1776-1843)

## Filozofia współczesna
- Nishida Kitarō (1870-1945)
- Tanabe Hajime (1885-1962)
- Uehara Senroku (1899-1975)
- Nishitani Keiji (1900-1990)